# Purgatório (Divina Comédia)

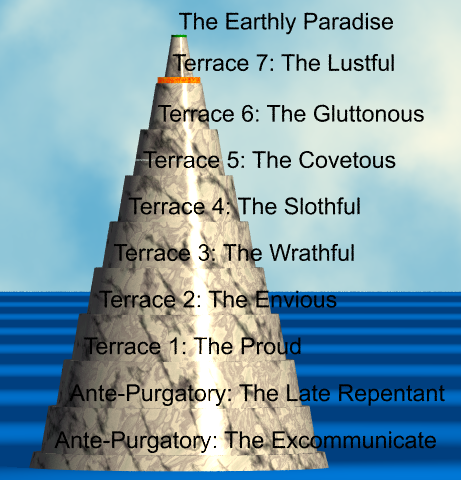
Purgatório.

Purgatório é a segunda parte da Divina Comédia de Dante Alighieri. Está dividido em trinta e três cantos.
É a criação mais original de Dante, pois ao contrário do Inferno e do Paraíso, conceções imaginadas por diversas religiões, o Purgatório, na época em que A Divina Comédia foi escrita, era um novo dogma da Igreja Católica.
Segundo Dante, o Purgatório é um espaço intermediário, que se encontra na porção austral do planeta, onde existe uma única ilha com uma grande montanha no centro, que sobe até alcançar os céus: o Monte Purgatório. O Purgatório seria uma montanha composta por círculos ascendentes (as cornijas), reservados àqueles que se arrependeram em vida de seus pecados e estão em processo de expiação dos mesmos. No Purgatório as almas assistem às punições das outras almas que por pecarem mais "intensamente" foram para o Inferno. Antes das Sete Cornijas onde as almas expiam seus pecados, está o Ante-Purgatório, onde ficam as almas que se arrependeram no último instante. O Ante-Purgatório é dividido em três degraus.
O Purgatório, geograficamente, se divide em 6 partes:
1. O Rio Tibre, onde um anjo em uma barca leva as almas até o Purgatório.
2. O Ante-Purgatório, onde estão as almas dos que se arrependeram no último instante.
3. O Baixo Purgatório, onde estão as almas daqueles que perverteram o amor.
4. O Médio Purgatório, onde estão as almas daqueles que não conseguiram amar.
5. O Alto Purgatório, onde ficam aqueles que amaram em excesso.
6. O Paraíso Terrestre, ou o Jardim do Éden.
Ao contrário do Inferno, onde os pecados que aparecem no início são os mais leves e quanto mais se desce, mais graves eles ficam, no Purgatório, os piores pecados aparecem no Baixo Purgatório e os menores, no Alto.
No início da subida da montanha estão esperando arrependidos tardios, que têm de aguardar a permissão para passarem pela Porta de São Pedro antes de iniciarem sua ansiada subida. Cada um dos sete círculos correspondem a um dos Sete pecados capitais, na seguinte ordem: Orgulho, Inveja, Ira, Preguiça, Avareza junto ao Pródigo, Gula e Luxúria. Os Avarentos e Pródigos estão juntos no mesmo círculo, pois são os dois extremos, onde o avarento super valoriza o dinheiro e o Pródigo o desperdiça.
No fim do Purgatório, Dante se despede de Virgílio, pois este não pode ter acesso ao Paraíso. Lá encontra Beatriz, sua amada quando estava na Terra. Esta o leva até o rio Lete. Quando Dante bebe a água do Lete, esta apaga a sua memória, seus pecados, é como se Dante tivesse renascido. Existe uma lenda que diz que o Paraíso fica entre o rio Tigre e o Eufrates. Quando Dante vê o rio ele julga ser o Tigre no atual Iraque. Finalmente Dante chega ao Paraíso.